# المشاملة (رداع)

تعديل مصدري - تعديل

حارة المشاملة هي إحدى حارات مدينة رداع أحد مدن محافظة البيضاء، بلغ تعداد سكانها 2468 نسمة حسب تعداد اليمن لعام 2004.